# Gabriel Rodríguez Liceaga
Gabriel Rodríguez Liceaga (Tepito, Ciudad de México, 26 de noviembre de 1980) es un escritor mexicano de cuento y novela. Recibió el premio del Certamen Internacional de Literatura Sor Juana Inés de la Cruz por su novela Aquí había una frontera.

## Biografía
Además de escritor, Gabriel Martín Rodríguez es publicista, lo cual ha alimentado su propia obra. Ha criticado la dificultad de vivir en México como creador:

En este país no se puede vivir de la literatura, yo creo que sólo 1% de la gente que escribe vive de ello y no por sus regalías, sino de dar talleres, tener puestos (en el Gobierno). Pero los músicos y los pintores están igual [...] Todos los libros que he publicado, los de editoriales estatales y los que han ganado premios, han sido un suplicio. La aparición de un libro es una especie de bendición porque pasa por una serie de complicaciones. Por ejemplo, mi novela que ganó el premio Sor Juana, ‘Aquí había una frontera’, la publicó el Estado de México y el libro está secuestrado en una bodega y no se distribuye en ningún lado. Me agarraron a billetazos (con el premio) y el libro les terminó valiendo tres kilos. Cuando gané el Bellas Artes cometí el error de darle el libro a una editorial chiquita. Yo nunca vi dos ejemplares juntos. El camino es angustiante y cuesta.

Gabriel ha descrito que su estilo se encuentra inspirado en el cine, citando a Michael Haneke, Theo Angelopoulos y Federico Fellini como las influencias de su obra más reciente (La felicidad de los perros del terremoto). También ha señalado como parte de sus referentes literarios a Curzio Malaparte, Jorge ibarguengoitia, James Ellroy, Flannery O'Connor, Dorothy Parker y Lucia Berlin, entre otras.

## Obra

### Cuento
- El demonio perfecto (2008)
- Niños Tristes (Premio Nacional de Cuento María Luisa Puga, 2010)
- Perros sin nombre (Premio Bellas Artes de Cuento San Luis Potosí, 2012)
- ¡Canta, herida! (Premio Nacional de Cuento Agustín Yáñez, 2015)
- Falsos Odiseos (2017)
- El límite incierto (2024)
- No hay fotos de aquella noche (2025)

### Novela
- Balas en los ojos (2011)
- El siglo de las mujeres (2012)[7]
- Aquí había una frontera (Certamen Internacional de Literatura Sor Juana Inés de la Cruz, 2017)
- La felicidad de los perros del terremoto (2020)
- La sombra de los planetas (2023)

### Antología
- El hambre heroica (2018)

## Recepción
La obra de Rodríguez Liceaga ha sido elogiada en diversos espacios. Falsos Odiseos fue considerada «un libro monterrosiano integrado por una serie de relucientes cuentos y microrrelatos» que sigue la tradición de autores como Edmundo Valadés, Jorge Ibergüengoitia o Raymond Carver, con «el tipo de humor de los comediantes ingleses de Monty Python».
Por su parte, La felicidad de los perros del terremoto es calificada como una obra «con regusto al pop de Douglas Coupland, más algunos golpes de gracia que recuerdan a la literatura “para adultos” de Francisco Hinojosa», así como «una novela cuyo argumento rocambolesco avanza parejo a una escritura juguetona, irónica y explosiva».

## Premios y reconocimientos
Rodríguez Liceaga ha sido ganador del Premio Nacional de Cuento María Luisa Puga 2010 por Niños Tristes; Premio Bellas Artes de Cuento San Luis Potosí 2012 por Perros sin nombre; Premio Nacional de Cuento Agustín Yáñez 2015 por ¡Canta, herida! y del Certamen Internacional de Literatura Sor Juana Inés de la Cruz 2017 por la novela Aquí había una frontera.